# Neuberg (Wien)
Der Neuberg ist ein 418 Meter hoher Berg im 19. Wiener Gemeindebezirk Döbling.

## Geographie
Der Neuberg liegt östlich des Dreimarksteins an der Grenze der beiden Bezirksteile Obersievering und Salmannsdorf. Der Berg liegt in einem nordöstlichen Ausläufer der Ostalpen und ist geologisch der Flyschzone zugehörig, die aus Sandstein, Mergel und Tonstein zusammengesetzt ist.

## Geschichte
Ursprünglich waren nur die tiefer liegenden Hänge und das etwas höher gelegene Ried Mitterbergen für den Weinanbau genutzt. Der Berg wurde dann erstmals 1299 in Zusammenhang mit einem Weingarten urkundlich erwähnt. Der Name stammt somit vom neu gerodeten und für den Weinbau gewonnene Land. Noch heute ist der lange Südhang von Weingärten bedeckt.